# 吉田増次郎

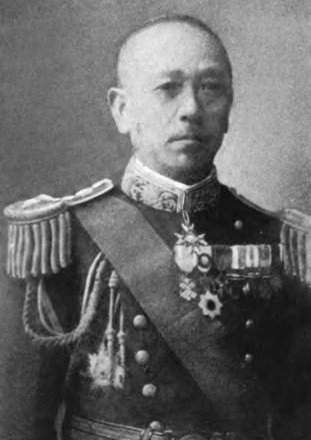
吉田増次郎

吉田 増次郎（よしだ ますじろう、旧字体：吉田增次󠄁郞、1867年7月29日（慶応3年6月28日） - 1942年（昭和17年）3月14日）は、日本の海軍軍人。最終階級は海軍中将。

## 経歴
静岡県出身。吉田弁蔵の三男として生れる。静岡中学校を経て、1890年7月、海軍兵学校（17期）を卒業し、1892年5月、海軍少尉任官。日清戦争では「大和」分隊士として出征した。「吉野」分隊長、第1水雷艇隊艇長、軍令部諜報課員、同第3局員、同第2局員、砲艦「鎮辺」艦長などを経て、1902年1月、清国公使館付となる。日露戦争中は、韓国公使館付兼清国公使館付であった。
1906年2月、「周防」副長に就任、「松島」「吾妻」の各副長、第1艦隊副官、軍令部参謀、支那公使館付武官、「香取」艦長などを歴任し、1916年12月、海軍少将に進級。第一次世界大戦に臨時南洋群島防備隊司令官として出征した。
1917年12月、軍令部出仕となり、以後、兼軍令部参謀（支那出張）、軍令部第3班長、第1遣外艦隊司令官などを経て、1920年12月、海軍中将となった。将官会議議員を勤め、1922年10月、待命となり、翌年3月、予備役に編入された。
海軍兵学校（17期）同期に秋山真之。

## 栄典
位階
- 1892年（明治25年）7月5日 - 正八位[2]
- 1896年（明治29年）7月20日 - 従七位[3]
- 1898年（明治31年）3月8日 - 正七位[4]
- 1906年（明治39年）11月30日 - 正六位[5]
- 1911年（明治44年）3月20日 - 従五位[6]
- 1916年（大正5年）4月10日 - 正五位[7]
- 1923年（大正12年）4月30日 - 正四位[8]

勲章等
- 1895年（明治28年）11月18日 - 勲六等単光旭日章[9]
- 1900年（明治33年）11月30日 - 勲五等瑞宝章[10]
- 1901年（明治34年）11月20日 - 双光旭日章[11]
- 1902年（明治35年）5月10日 - 明治三十三年従軍記章[12]
- 1905年（明治38年）5月30日 - 勲四等瑞宝章[13]
- 1915年（大正4年）11月7日 - 旭日中綬章・大正三四年従軍記章[14]
- 1918年（大正7年）9月29日 - 勲二等瑞宝章[15]
- 1920年（大正9年）11月1日 - 戦捷記章[16]
- 1921年（大正10年）7月1日 - 第一回国勢調査記念章[17]
- 1940年（昭和15年）8月15日 - 紀元二千六百年祝典記念章[18]

外国勲章佩用允許
- 1902年（明治35年）10月28日 - ロシア帝国：神聖アンナ第三等勲章[19]

## 親族
- 娘婿 佐倉武夫（海軍少将）